# Prichodkowo
Prichodkowo (ros. Приходьково) – wieś (ros. деревня, trb. dieriewnia) w zachodniej Rosji, w sielsowiecie kalinowskim rejonu chomutowskiego w obwodzie kurskim.

## Geografia
Miejscowość położona jest w dorzeczu rzeki Amońka, 7 km od centrum administracyjnego sielsowietu kalinowskiego (Kalinowka), 11 km od centrum administracyjnego rejonu (Chomutowka), 118 km od Kurska.

## Historia
Do czasu reformy administracyjnej w roku 2010 wieś Prichodkowo znajdowała się w sielsowiecie klewieńskim. W tymże roku doszło do włączenia sielsowietów klewieńskiego i amońskiego do sielsowietu kalinowskiego.

## Demografia
W 2010 r. miejscowość zamieszkiwało 127 osób.